# Quinton Fortune
Quinton Fortune (født 21. maj 1977 i Cape Town, Sydafrika) er en tidligere sydafrikansk fodboldspiller, der har repræsenteret et stort antal af europæiske klubber som blandt andet: Manchester United, Atletico Madrid og Bolton Wanderers.
Fortune nåede i sin tid som landsholdsspiller (1996-2005) at spille 46 kampe og score 2 mål for det sydafrikanske landshold, hvor han blandt andet har spillet til VM i 1998 og i 2002. Han spiller i øjeblikket for AFC Tubize.